# Dana Gillespie

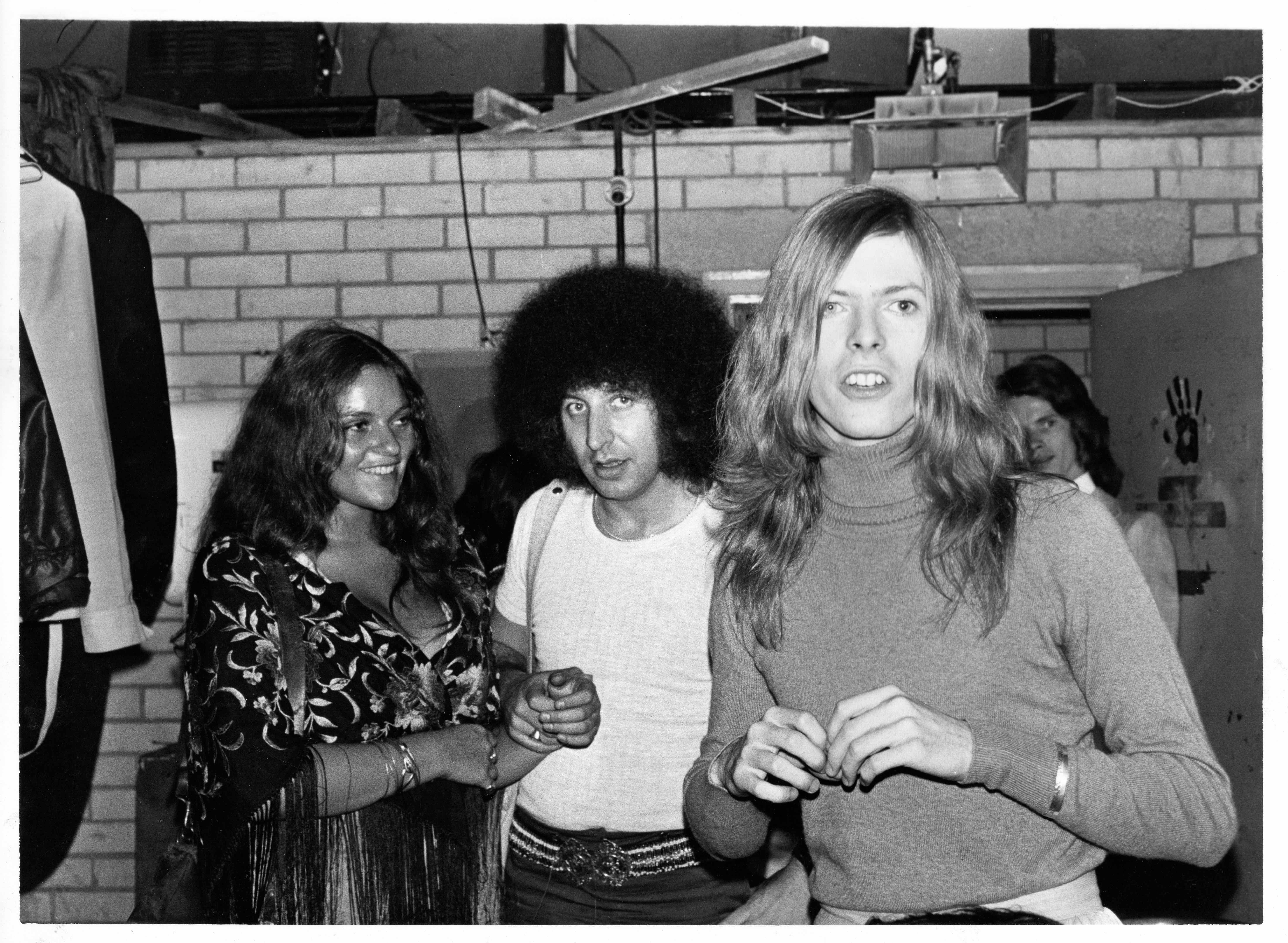
Dana Gillespie, Tony Defries und David Bowie im Londoner Roundhouse (1971)

Dana Gillespie (eigentlich Richenda Antoinette de Winterstein Gillespie; * 30. März 1949 in London) ist eine englische Schauspielerin und Sängerin.

## Biografie
Sie ist die Tochter von Hans Henry Winterstein Gillespie (1910–1994), einem deutsch-österreichischen Radiologen in London und Sohn von Hans Winterstein, und dessen britischer Ehefrau Anne Francis Roden Buxton (1920–2007). Ihre ältere Schwester, Nicola Henrietta St. John Gillespie, wurde 1946 geboren. 
Gillespie ist Schauspielerin in diversen Filmen und hat im Laufe ihrer Karriere auch in verschiedenen Musikstilrichtungen über 50 Alben produziert.
1974 veröffentlichte sie eine Coverversion von David Bowies Andy Warhol als Single. Auf der dazugehörigen vom Glam Rock beeinflussten LP Weren’t Born a Man produzierte Bowie außerdem zwei Titel: Dizzy Heights und Mother, Don’t Be Frightened.
Ihren größten Hit hatte sie 1983 mit der Single Move Your Body Close to Me, die Platz drei der österreichischen Charts erreichte. In dieser Zeit war sie auch Mitglied der österreichischen Mojo Blues Band und moderierte einige Jahre lang eine Sendung für World Music bei Blue Danube Radio.
Gillespie singt und produziert heute im Genre Blues und Boogie-Woogie, aber auch unter dem Pseudonym „Third Man“ mit Musik im indischen Stil in Sanskrit. Für das jährlich stattfindende Mustique Blues Festival macht sie das Programm.
2024 nahm sie mit dem KI-generierten Titel The Last Polar Bear am Vorentscheid von San Marino für den Eurovision Song Contest 2024 teil. Sie erreichte den siebten Platz.

## Filmografie
- 1966: Secrets of a Windmill Girl
- 1968: Bestien lauern vor Caracas (The Lost Continent)
- 1974: Mahler
- 1977: Caprona – Die Rückkehr der Dinosaurier
- 1978: Der Hund von Baskerville (The Hound of the Baskervilles)
- 1980: Black Out – Anatomie einer Leidenschaft (Bad Timing)
- 1983: Scrubbers
- 1984: Bones
- 1989: Ein fast anonymes Verhältnis (Strapless)
- 1990: Sunday Pursuit

## Diskographie

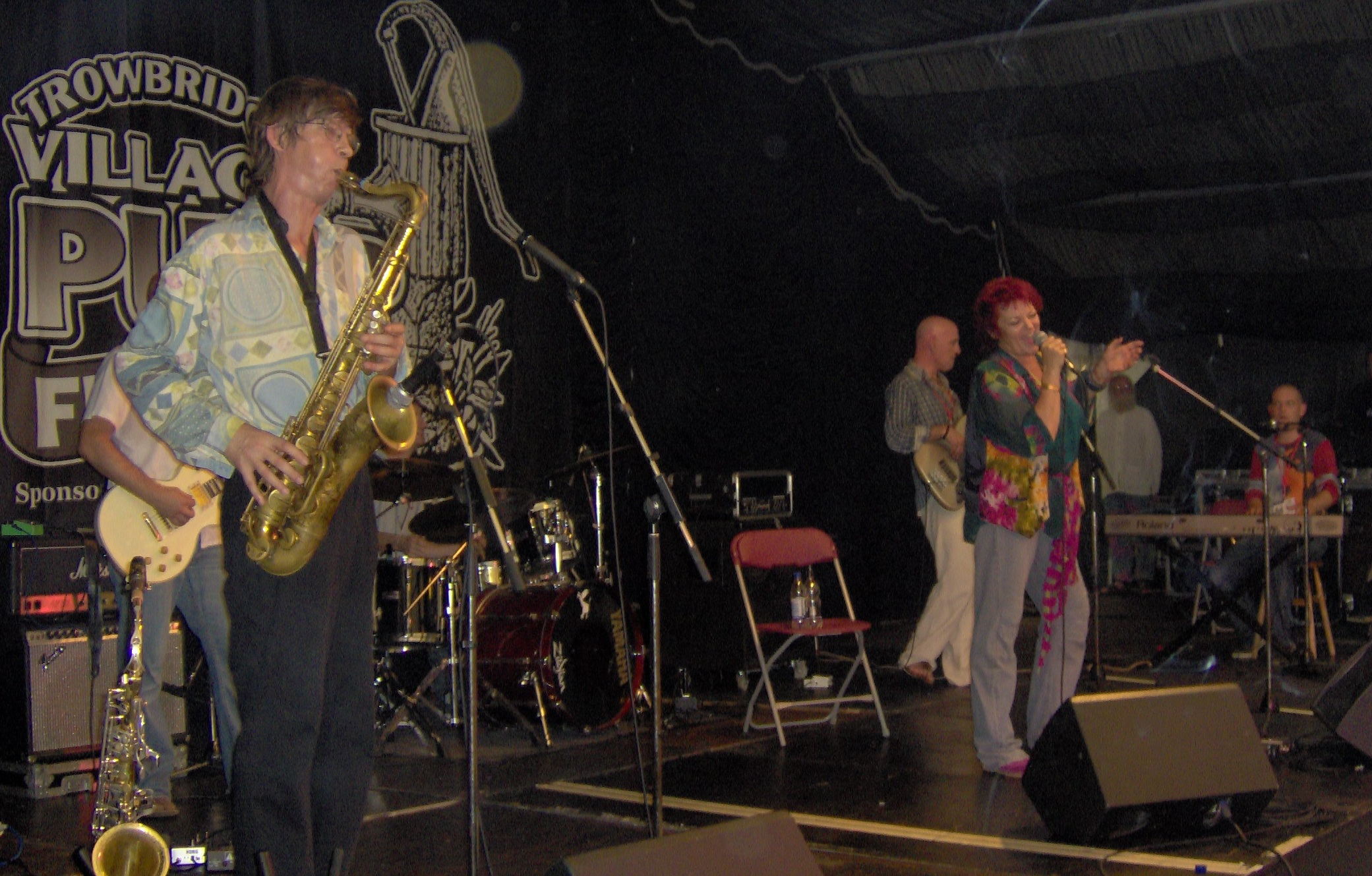
Dana Gillespie and her London Blues Band

- 1968 Foolish Seasons London Records
- 1969 Box of Surprises Deram Records
- 1973 Weren’t Born a Man RCA
- 1974 Ain’t Gonna Play No Second Fiddle RCA
- 1982 Blue Job Ace
- 1983 Solid Romance Bellaphon
- 1984 Below the Belt Ace
- 1985 It Belongs to Me Bellaphon Records
- 1988 Move Your Body Close to Me Bellaphone
- 1989 Sweet Meat Blue Horizons
- 1990 Blues It Up Ace
- 1990 Left Hand Roller, Susy Records, Vienna/Bellaphon Michael Pewny
- 1991 I’m a Woman Bellaphon Records
- 1991 Boogie Woogie Nights [live] mit Joachim Palden, Wolf
- 1993 Methods of Release Bellaphon Records
- 1995 Blue One … Wolf
- 1996 Hot Stuff Ace
- 1997 Have I Got the Blues for You Wolf
- 1998 Big Boy Wolf
- 1999 Back to the Blues Wolf
- 2000 Experienced Ace
- 2003 Staying Power Ace Records
- 2006 These Blue Nights Wolfetones
- 2007 Live with the London Blues Band Ace

## Gastauftritte
- 1972 Ziggy Stardust David Bowie Virgin
- 1979 Hello There Big Boy! Danny Kirwan Air Mail Music
- 1998 Austrian Blues Summit Wolf
- 1998 Jazzfestival Burghausen Big Jay Mc Neely & Michael Pewny
- 1998 White King of Black Blues Al Cook, Wolf
- 2000 BBC Sessions David Bowie, Virgin
- 2009 Brunner Blues & Boogie Woogie Festival, mit Michael Pewny